# Пацель, Войтех
Войтех Пацель (чеш. Vojtěch Patzel; род. 23 сентября 1998 года, Прага) — чешский гандболист, выступает за немецкий клуб «ВФЛ Любек-Швартау» и сборную Чехии.

## Карьера

### Клубная
Войтех Патцель играл в чешских клубах за "Дукла Прага" и "ГКБ Карвина". В 2022 году он перешёл в немецкий клуб второго дивизиона ВФЛ Любек-Швартау и подписал двухлетний контракт.

### В сборной
В составе сборной Чехии дебютировал в 2018 году. Участвовал в чемпионате Европы 2020 года.
В январе 2024 года был включён в состав сборной для участия в чемпионате Европы, который состоялся в Германии. 

## Семья
Его спутница жизни - Мадга Кашпаркова также является гандболисткой.